# Fernando de Noronha-szigetcsoport
Fernando de Noronha-szigetcsoport egy szigetcsoport az Atlanti-óceánban, 354 km távolságra Brazília partjaitól. Pernambuco állam különleges státuszú területe.

## Földrajz és élővilág

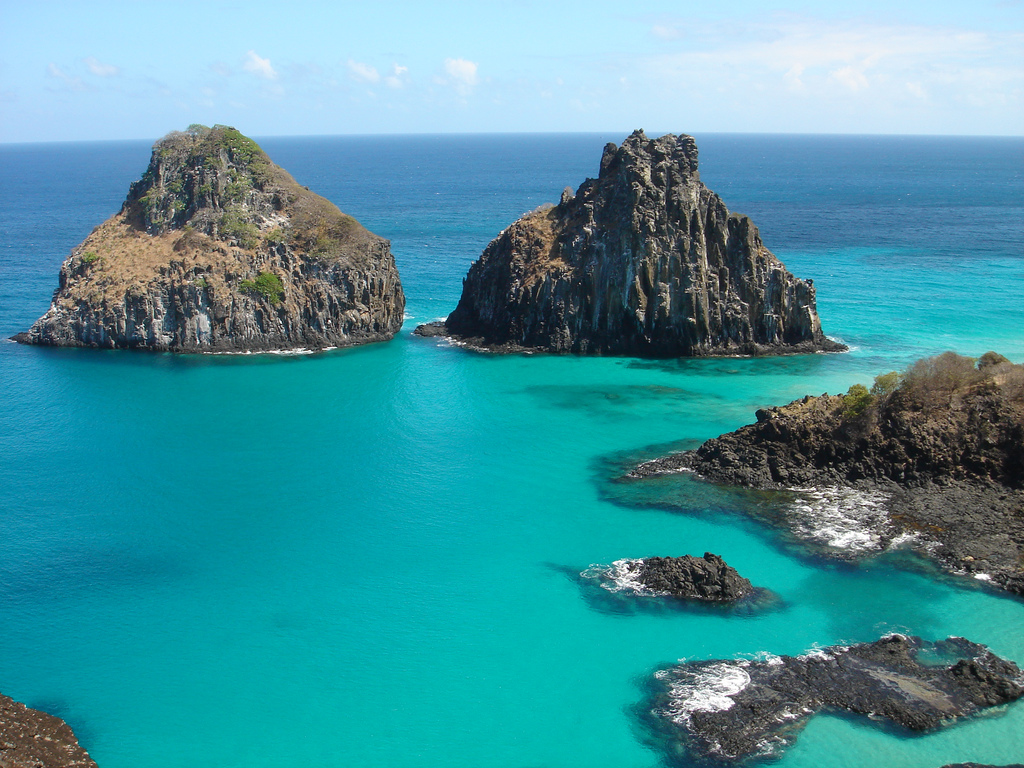
Sziklák a tengerparton

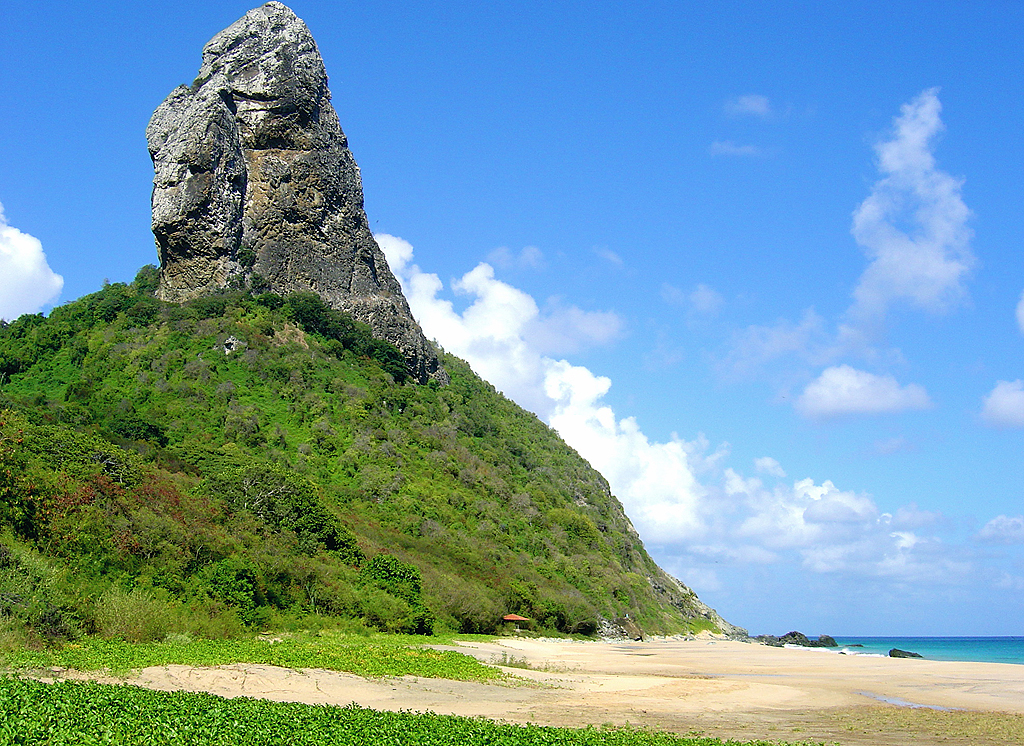
A Morro do Pico hegy 321 m magas

A Fernando de Noronha-szigetcsoport térképe

A szigetcsoport nagyobb szigetei egy elsüllyedt hegység maradványai. A 21 kisebb-nagyobb sziget és kőszikla vulkanikus eredetű. Ennek a hatalmas vulkanikus alakulatnak az alapzata 756 m-rel a tenger felszíne alatt van. A legnagyobb sziget – amelyről a szigetcsoport a nevét kapta – hosszúsága 10 km, legnagyobb szélessége 3,5 km, területe 18 km², ez a szigetek összterületének 91%, a maradék területen Rata, Sela Gineta, Cabeluda és São Jose szigete Leão és Viúva szigetecskéivel osztozik.
A trópusi éghajlatra jellemzően két évszak van: az esős időszak januártól augusztusig, és a száraz évszak az év második részében. Sajnos, a szigetek eredeti szárazföldi növényzetét kipusztították, és ma főként kúszónövényekből és bokrokból áll. A gyümölcsfák, mint papaya, banán, tamarinduszfa, guava, és graviola, a kontinensről származnak.
A szigetek legfőbb vonzereje tengeri növény- és állatvilága, a tengeri teknősök, delfinek, viharmadarak, és más állatok. A szigeteken két endémikus madárfaj él, a noronhai elénia (Elaenia ridleyana) és a noronhai lombgébics (Vireo gracilirostris). A fő szigeten mindkettő jelen van, a noronha lombgébics Ratán is. További őshonos faj a fülfoltos gerle egy alfaja, az avoante (Zenaida auriculata noronha). Ebben a régióban található a trópusi Dél-Atlanti-óceán összes szigete közül a legnagyobb és a legfontosabb tengerimadár-költőhely.  A  fregattmadár, vöröscsőrű trópusimadár és fehérfarkú trópusimadár, piroslábú szula, fehérhasú szula és álarcos szula, barna és fekete noddi található a szigeteken.  Sok bevándorló faj szintén látogatja a szigeteket, mint az amerikai pettyeslile, az ezüstlile, a kőforgató és a fenyérfutó.  Őshonos emlős nincs a szigeteken, az egyetlen endemikus rágcsáló, a Noronhomys vespuccii régen kipusztult, csak csontmaradványok alapján ismert.

## Történelem
A szigetvilág felfedezése körül sok vita volt, de napjainkban a történészek a felfedezést a Fernão de Noronha által 1501-1502-ben vezetett expedíciónak tulajdonítják. A szigetek első leírását Amerigo Vespucci készítette 1503-ban. 1534-ben az angolok elfoglalták a Fernando de Noronha-szigetcsoportot, majd 1556 és 1612 között a franciák tartották uralmuk alatt. 1628-ban a hollandok érkeztek a szigetre, akiket két évvel később kiszorított a  Rui Calaza Borges által vezetett spanyol-portugál hadjárat. A hollandok 1635-ben visszafoglalták, és egy kórházat építettek csapataik számára, akik elfoglalták Északkelet-Brazíliát, a brazil partvidéket Rio Sao Francisco és Maranhão között. Ebben az időben a szigeteket Pavonia néven ismerték, a névadó Michiel de Pauw volt, a Holland Nyugat-indiai Társaság egyik elnöke. A terület holland fennhatóság alatt állt közel húsz évig, majd a portugálok visszafoglalták.
A Francia Kelet-indiai Társaság 1736-ban a szigetet teljesen elhagyatva és lakatlanul találta, megvásárolta és új nevet adott neki: Dauphine-sziget. De már 1737-ben a franciákat kiűzték, és Fernando de Noronha véglegesen portugál tulajdonba került. Elkezdődött a sziget erődítéseinek kiépítése. A tíz stratégiai, kikötésre alkalmas ponton erődöket emeltek, kilencet a fő szigeten, egyet São Josén, a Saint Anthony-kikötővel szemben. 1770 körül alapították az első állandó települést, Vila dos Remédiost. Brazília függetlenné válása után a szigetek jelentősége csökkent.
A 20. század elején a szigetekre érkeztek az angol, a francia és az olasz távírótársaságok képviselői. 1942-ben, a II. világháború alatt a szigetcsoport a Rocas-atollal és a Szent Péter és Pál-sziklákkal szövetségi területet alkotott, és a helyi börtönbe politikai és köztörvényes rabokat küldtek. 1988-ban a szigetcsoport területének megközelítőleg 70%-át tengeri természetvédelmi területté nyilvánították. 1988. október 5-én a szövetségi terület megszűnt, és a szigetek Pernambuco állam fennhatósága alá kerültek, kivéve a Rocas-atollt, amely Rio Grande do Norte államhoz került.
Napjainkban Fernando de Noronha gazdaságának húzóereje az idegenforgalom, az érzékeny ökoszisztéma miatt bizonyos korlátozásokkal. A szigetcsoport tudósok figyelmének tárgya, tanulmányozzák növényvilágát, állatvilágát, geológiáját stb.

## Külső hivatkozások
- Brazília szigetei Archiválva 2021. május 5-i dátummal a Wayback Machine-ben
- Fotók
- noronha.pe.gov.br
- ilhadenoronha.com.br
- A sziget leírása (angolul)